# St. Andreas (Groß Lobke)

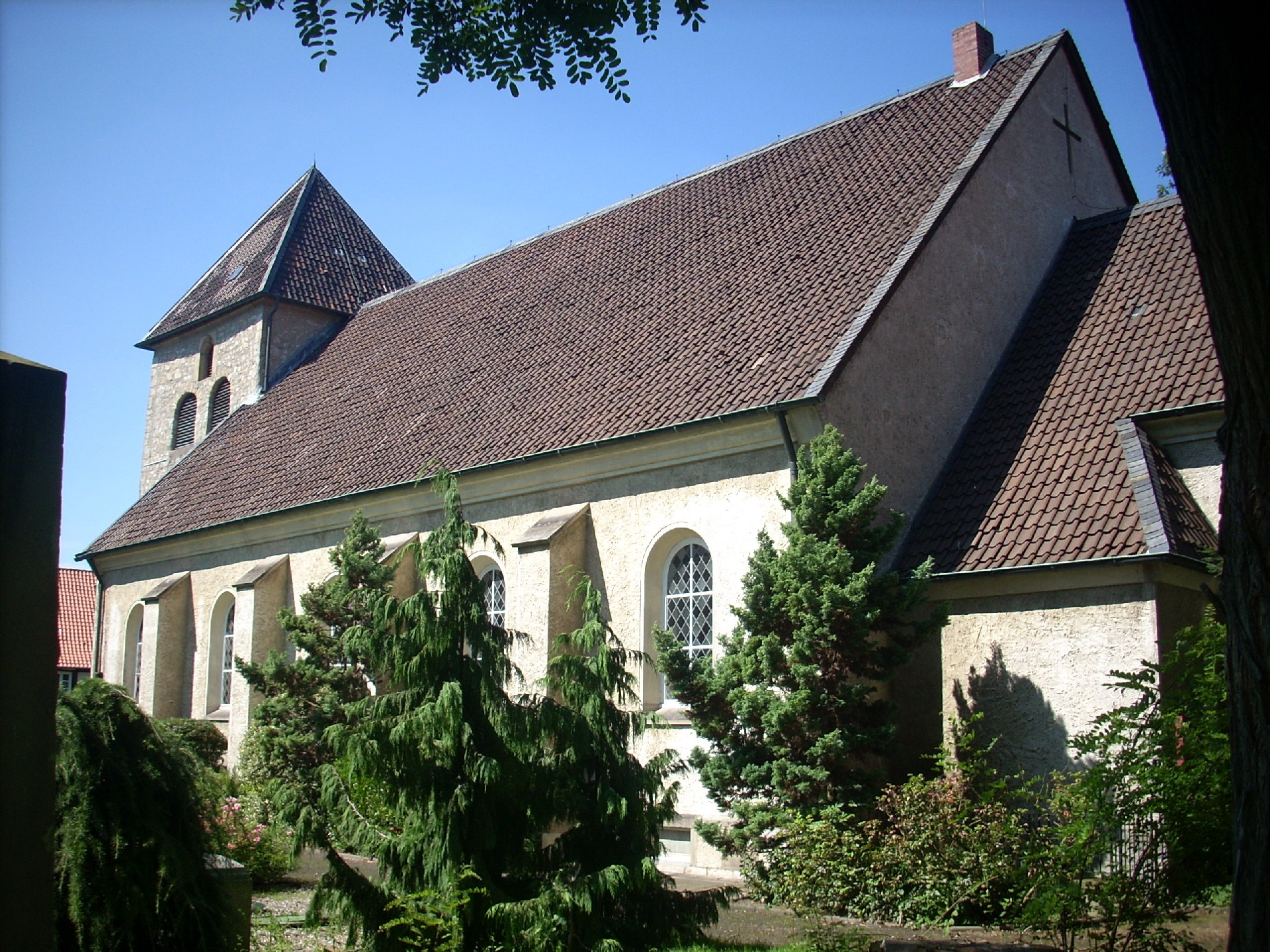
St. Andreas

Die evangelisch-lutherische denkmalgeschützte  Kirche St. Andreas steht in Groß Lobke, einem Ortsteil der Gemeinde Algermissen im Landkreis Hildesheim in Niedersachsen. Die Kirchengemeinde wurde 2012 mit den Kirchengemeinden in Algermissen, Hotteln, Lühnde, Oesselse und Wirringen-Müllingen-Wassel zur Evangelisch-lutherischen Zwölf-Apostel-Kirchengemeinde Sarstedt-Land im Kirchenkreis Hildesheim-Sarstedt des Sprengels Hildesheim-Göttingen in der Evangelisch-lutherischen Landeskirche Hannovers zusammengeschlossen.

## Geschichte und Beschreibung
Für das Kirchspiel Lobke existiert eine Urkunde von 1178, in der Bischof Adelog von Hildesheim gestattete, dass in Groß Lobke eine Kirche mit dem Patrozinium des Apostels Andreas errichtet würde. Diese älteste bekannte Kirche wurde in den Jahren 1181 bis 1187 erbaut. Der untere Teil des Kirchturmes aus Bruchsteinen stammt noch aus dieser Zeit; er wurde im 14. Jahrhundert erhöht, erkennbar an den gotischen Spitzbogenfenstern.
In den Jahren 1860 bis 1861 wurde die Kirche unter Einbeziehung des mittelalterlichen Turms vollkommen neu erbaut. Die Pläne für die neugotische Saalkirche mit Backsteinfassaden und im Innern einem „offenen Dachstuhl“ stammten von Konsistorialbaumeister Ludwig Hellner; der Entwurf hatte einige Ähnlichkeit mit der fast gleichzeitig entstandenen Hellner-Kirche St. Johannis in Nordstemmen. Die Einweihung am 1. Dezember 1861 fand in Gegenwart des hannoverschen Königs Georg V. statt.
Im Zweiten Weltkrieg wurde die St. Andreaskirche in der Nacht vom 22. auf den 23. September 1943 beim Absturz eines englischen Bomberflugzeugs von dessen Brand- und Sprengbomben getroffen und brannte aus. Von 1950 bis 1956 erfolgte nach Plänen von August Albert Steinborn der Wiederaufbau in veränderten Bauformen. Der Kirchturm erhielt anstelle des hohen Helms ein niedriges Pyramidendach. Daher ist er jetzt nur noch halb so hoch wie früher. Die Höhe der Außenwände des Kirchenschiffs aus verputzten Backsteinen wurden um etwa drei Meter reduziert, sie erhielten aber Strebepfeiler, weil das Satteldach steiler errichtet wurde. Anstelle der hohen Spitzbogenfenster kamen Rundbogenfenster. Der leicht eingezogene, etwas niedrigere Chor mit polygonalem Abschluss ist ebenfalls mit einem Satteldach bedeckt, das abgewalmt ist. Allerdings wurde der ehemalige Chorraum im Innern abgetrennt und zum Leichenhaus ausgebaut. Der Innenraum des Kirchenschiffs mit Westempore ist mit einem hölzernen segmentbogigen Tonnengewölbe überspannt.
Der Turm hat nach Norden und Süden je zwei rundbogige, nach Westen zwei rechteckige Klangarkaden. Dahinter liegt der Glockenstuhl, in dem heute noch zwei historische Kirchenglocken hängen, die eine wurde 1583, die andere 1619 gegossen.
Bereits vor 1790 war eine Orgel eines unbekannten Orgelbauers mit 14 Registern, verteilt auf zwei Manuale und  Pedal vorhanden. Sie wurde von Heinrich Schaper um 1870 durch eine Orgel mit 24 Registern, zwei Manualen und Pedal ersetzt. Von Emil Hammer wurde im ersten Bauabschnitt 1958 eine Orgel mit sechs Registern, verteilt auf ein Manual und Pedal errichtet, die 1963 auf 13 Register mit zwei Manualen und Pedal erweitert wurde. 1983 wurde sie instand gesetzt.